# Gevorkt havikskruid
Gevorkt havikskruid (Hieracium bifidum) is een overblijvende plant, die behoort tot de composietenfamilie (Asteraceae). Sommige auteurs beschouwen gevorkt havikskruid niet als aparte soort, maar een vorm van muurhavikskruid. De soort komt van nature voor in Europa. Het aantal chromosomen is 2n = 27.
De plant wordt 20-50 cm hoog en vormt een bladrozet. De 4 cm lange en 2-4 cm brede rozetbladeren zijn lancetvormig tot ovaal, blauwachtig en aan de onderzijde bedekt met stervormige haren. Aan de bladrand zitten enkele tanden, die meer of minder diep zijn ingesneden. De rechtopstaande, vertakte stengel heeft weinig sterharen. Aan de stengel zitten 1-2 lijnvormige, 1 cm lange bladeren en op de stengel zitten 2-3 bloemhoofdjes.
Gevorkt havikskruid bloeit in mei en juni met gele, 15 mm lange en 1,5 mm brede lintbloemen. Aan de voet van de lintbloem zitten al of niet schubben. De stijl is geel. De bloeiwijze is een 2-3 cm groot hoofdje met een 9-11 mm lang omwindsel, dat bezet is met stervormige en rechte haren. Om het hoofdje zitten in 2-4 rijen omwindselblaadjes.
De bloemformule is:
- * K 0/5, C (5), A (5), G(2), Nootje[2]

De vrucht is een 3-3,5 mm lang, donker nootje met tien ribben. Het vruchtpluis bestaat uit twee rijen haren.

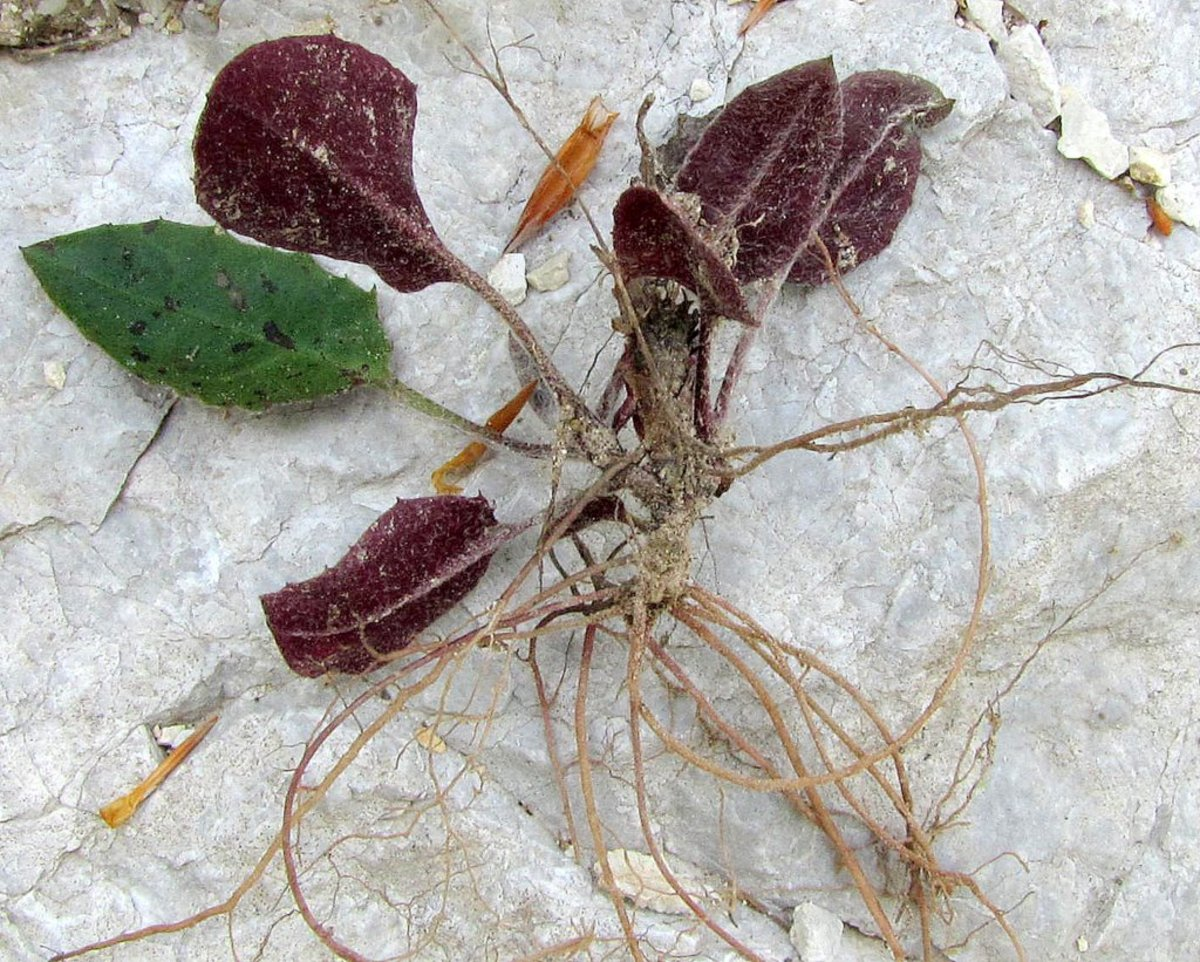
Plant
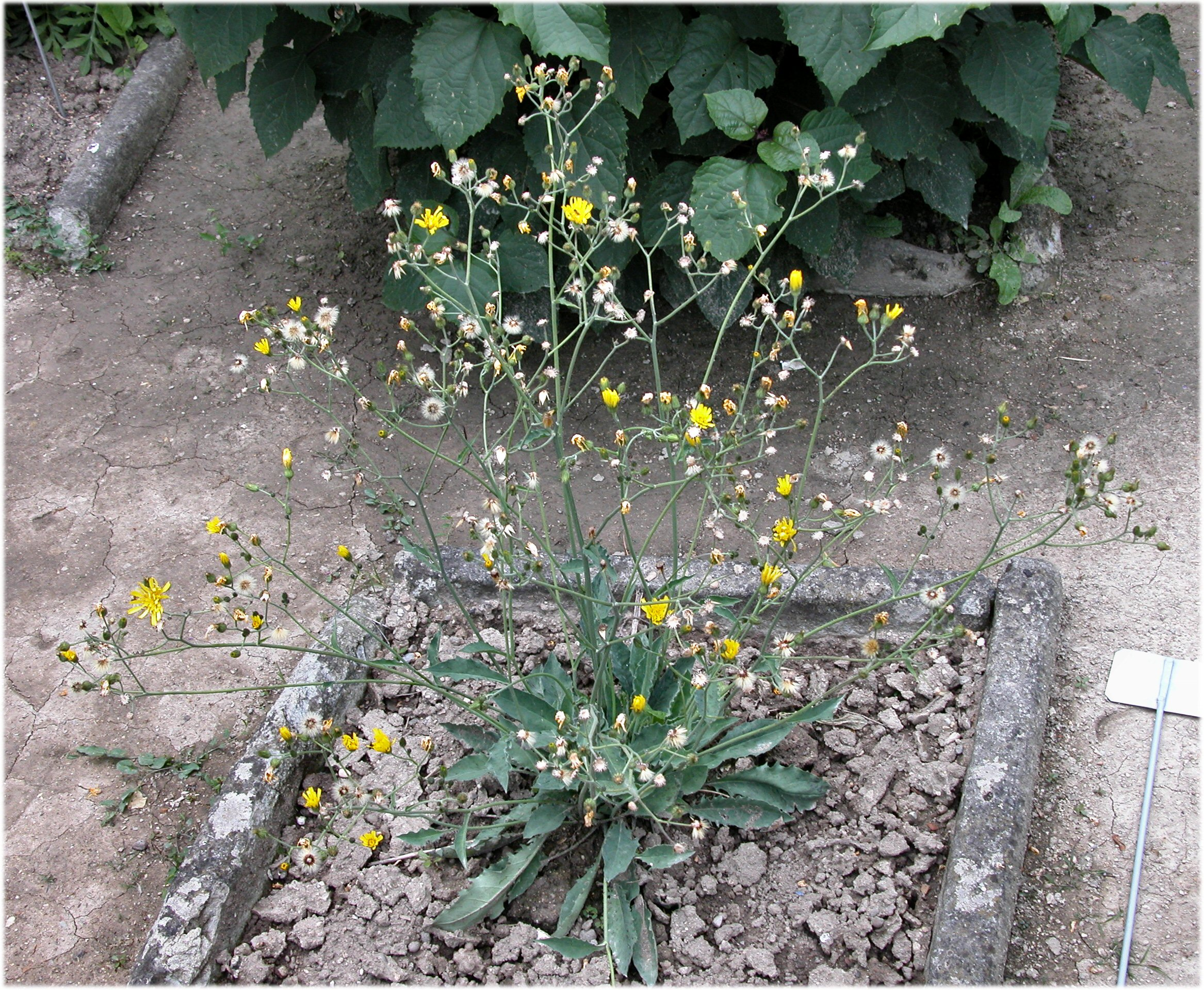
Plant
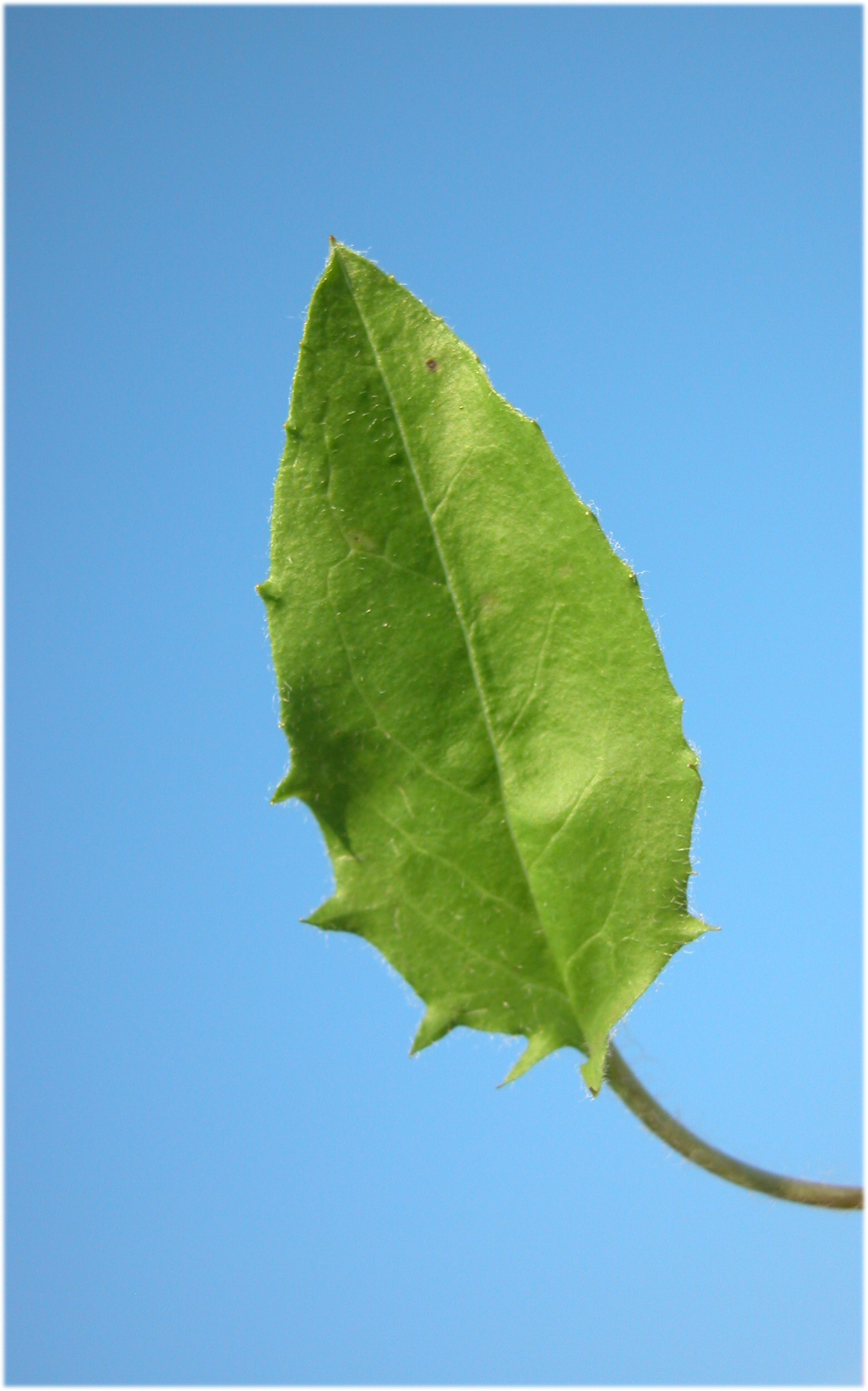
Blad
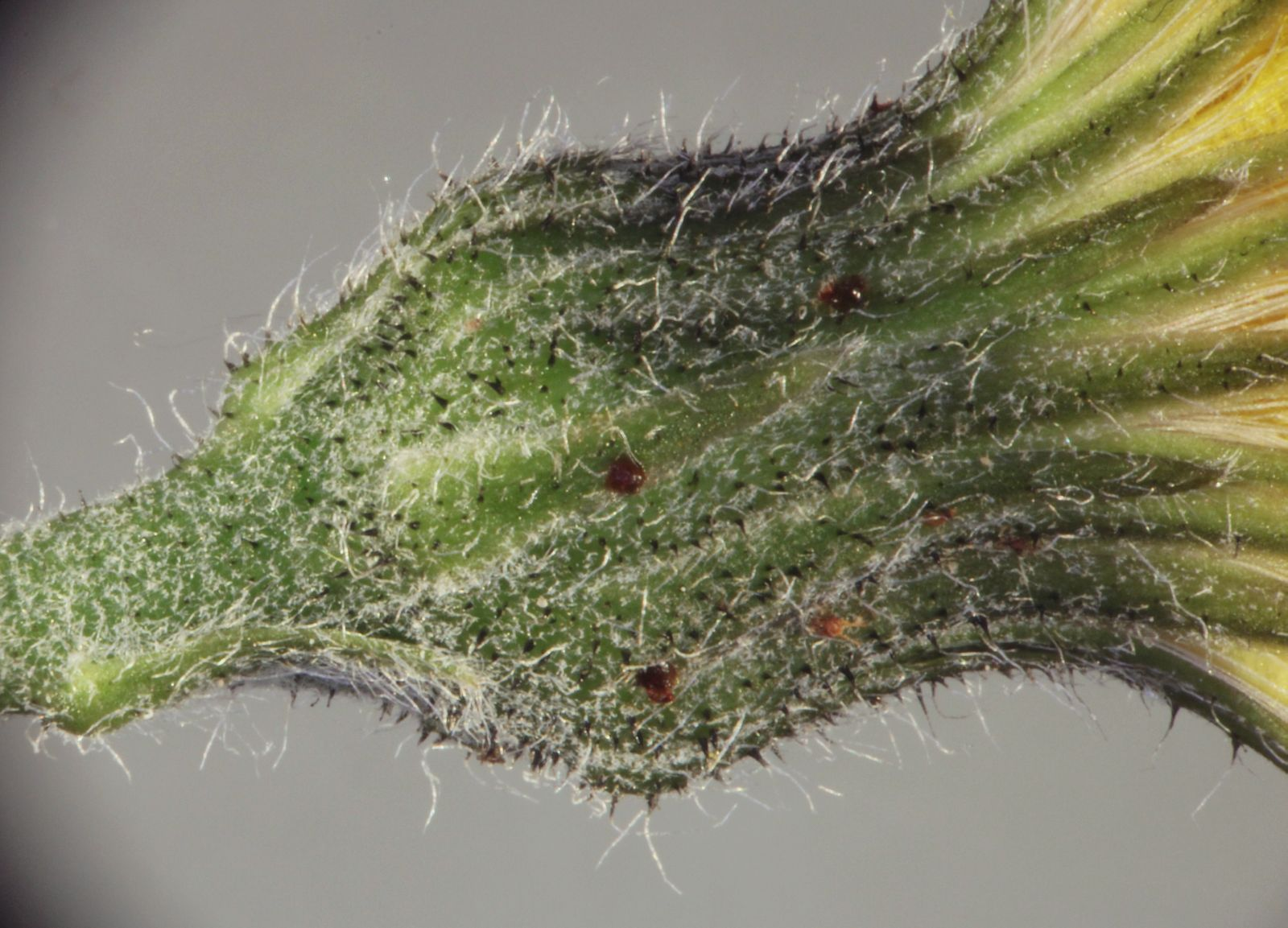
Omwindsel
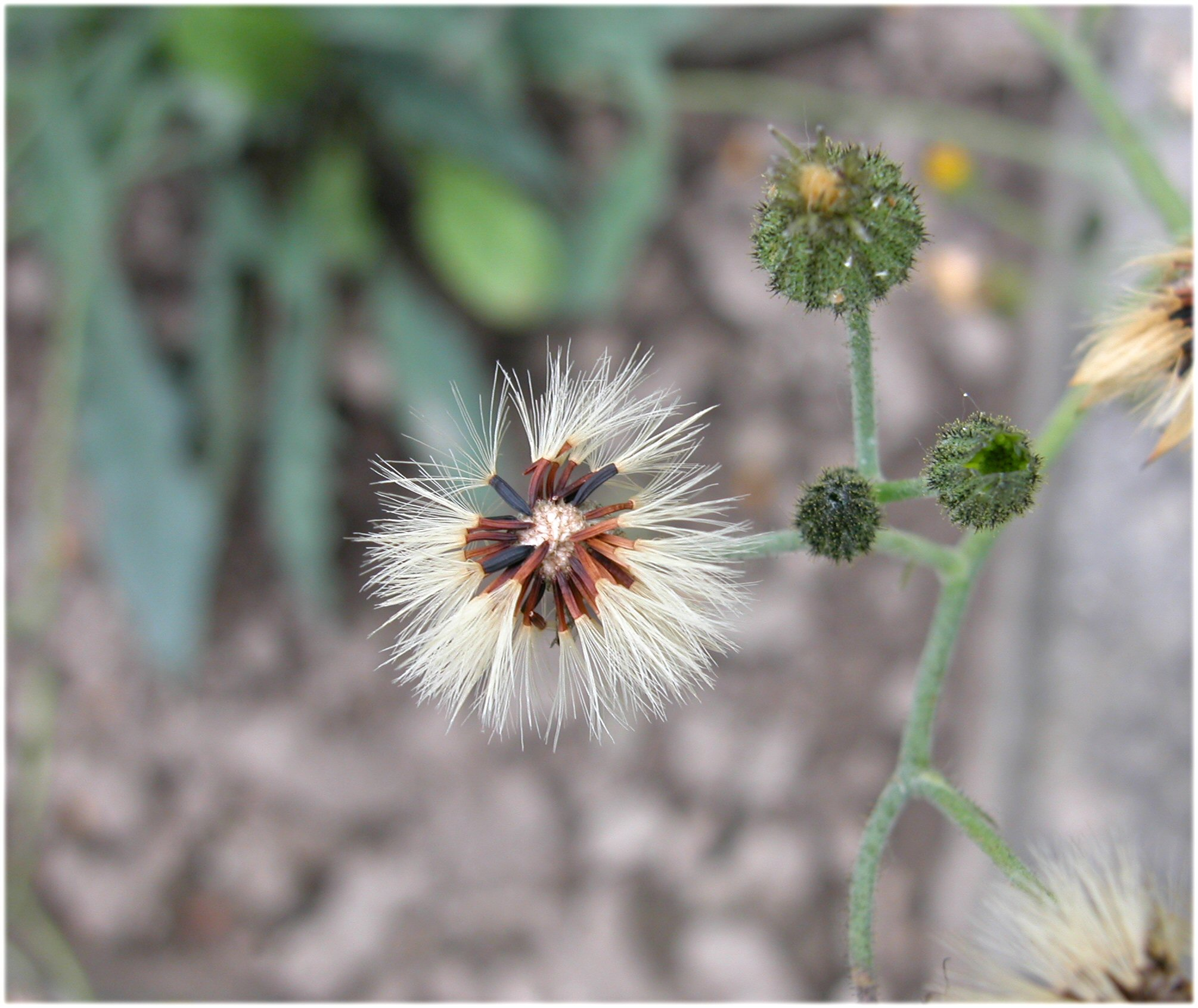
Nootjes
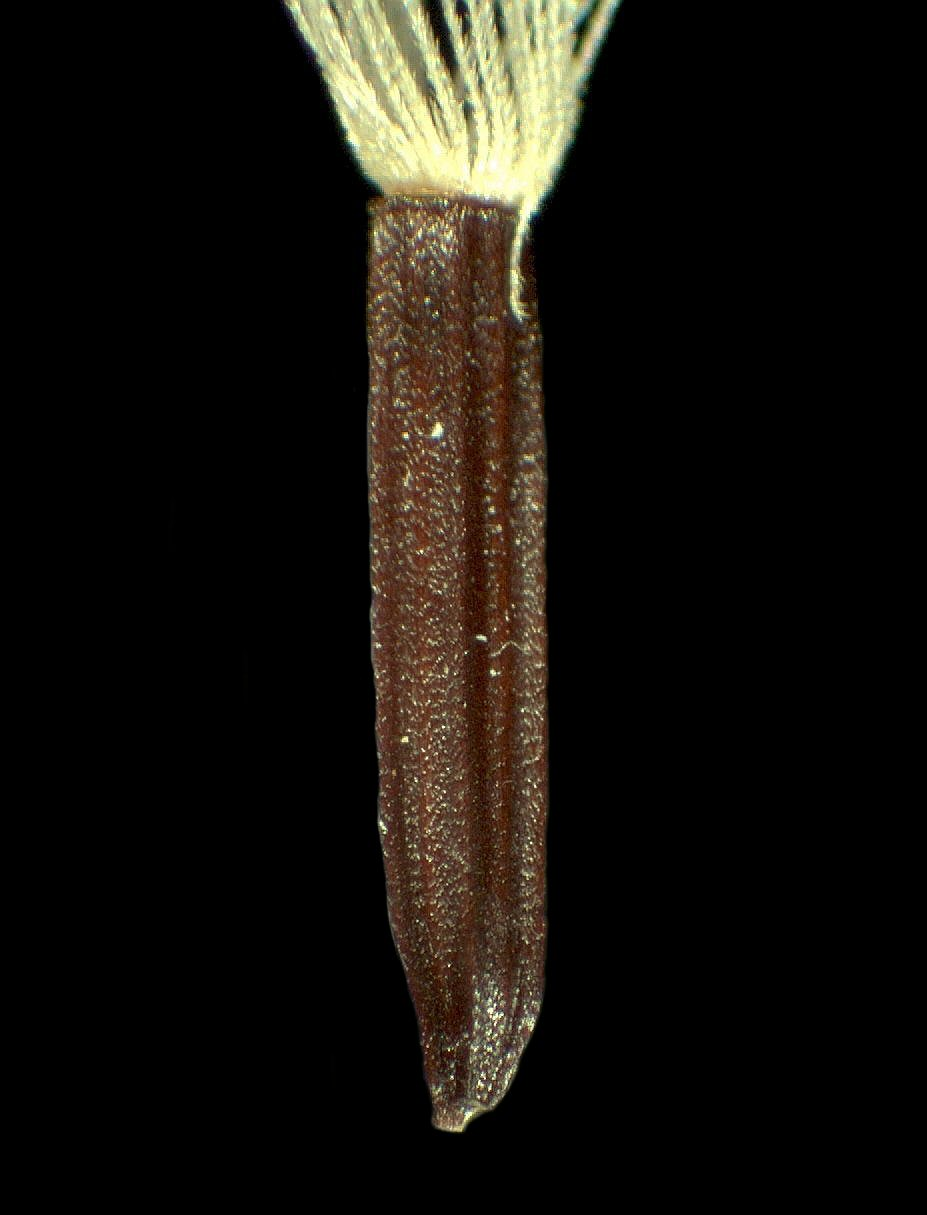
Nootje

Gevorkt havikskruid komt voor op ...